# سوتشافا
سوتشافا هي مدينة شمالي رومانيا، عاصمة محافظة سوتشافا في إقليم مولدوفا، تبعد 450 كم عن بوخارست العاصمة، عدد سكانها 105.865 نسمة عام 2002.

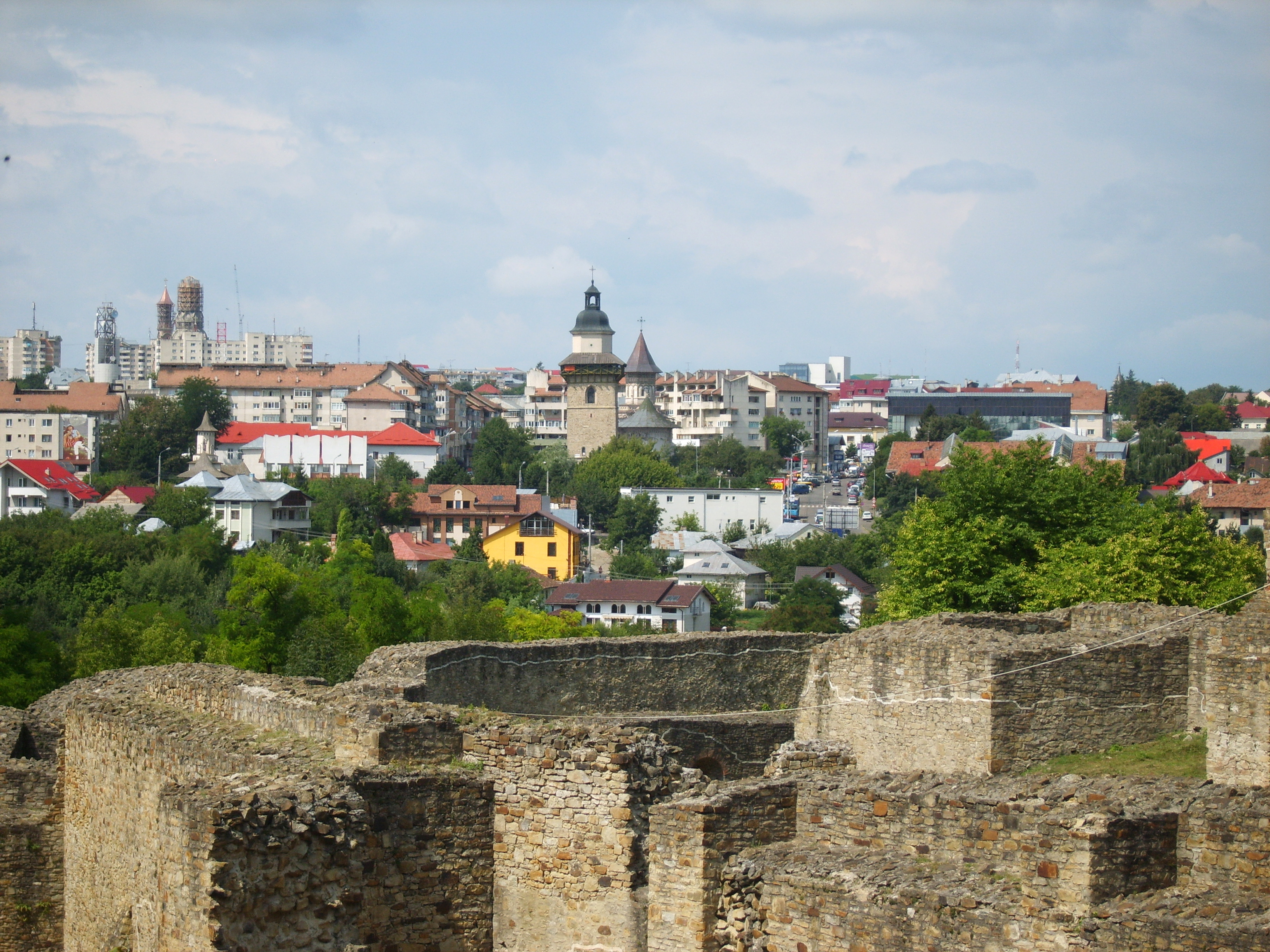
Suceava

## توأمة
لسوتشافا اتفاقيات توأمة مع كل من:
- قويتشو
- سوسنوفييتس
- تشيرنوفتسي (31 أكتوبر 2003 - )[5]
- فينيكس
- لافال (2010 - )
- حيفا

## أعلام
- ميرتشا روجر
- دورين غويان
- سونيا أورسو كيم
- ميهاي رومان
- ميهاي لوكا